# サイモン・ヤム
サイモン・ヤム（任達華、Simon Yam、1955年3月19日 - ）は香港の俳優。妻は上海出身、香港の有名ファッションモデルのQiqi、琦琦（1967年9月29日-）で1997年に結婚。

## 来歴
父親は警官。1970年代後半からモデルとして活躍。その後テレビドラマや映画に出演。
2003年、『トゥームレイダー2』でハリウッド進出。2010年の第29回香港電影金像奨に、まったく正反対の役柄を演じた『歳月神偸』と『夜と霧（天水圍的夜與霧）』の2作品でノミネートされていたが、『歳月神偸』で最優秀主演男優賞を受賞し、ノミネートされ続けていた金像奨を初受賞。ジョニー・トー監督の映画に多数出演。
2019年7月20日午前、中国広東省中山市で開催された企業のイベントで、ステージ上に上った暴漢に襲われ、刃物で腹部を刺され、指も負傷した。直後に病院に搬送されたが、命に別状がなかった。

## 主な出演作品
太字は主演作品、「」内は邦題

### 映画

#### 1970年代
- 家法 Law Don (1979)

#### 1980年代
- 「殺しのストッキング」 夜驚魂 He Lives by Night! (1985)
- 「クレージー警部〜替え玉大作戦〜」 鳥龍賊替身 Mistaken Identity (1988)（日本未公開/ビデオ発売のみ）
- 「女子監獄」 女子監獄 Women Prison (1988)（日本未公開/ビデオ発売のみ）
- 「ミスター・ココナッツ」 合家歡 Mr.Coconut (1989)
- 「ファイナルファイト 最後の一撃」 Blood Fight (1989)（日本映画）

#### 1990年代
- 「刑事ディック キプロスの虎」 東方老虎 The Cyprus Tigers (1990)（日本未公開/ビデオのみ）
- 「ジョイ・ウォンの紅い愛の伝説」 浪漫殺手自由人 Killer's Romance (1990)
- 「ワイルド・ブリット」 喋血街頭 Bulett in the Head! (1990)
- 「BLACK CAT 黒い女豹」 黒猫 Black Cat (1991))（日本未公開/ビデオ・DVDのみ）
- 「ナイトライダー」 車神 The Night Rider (1992)（日本未公開/DVDレンタルのみ）
- 「獅子よ眠れ」 龍騰四海 Gun n' Rose (1992)（日本未公開/ビデオのみ）
- 「フル・コンタクト」 侠盗高飛 Full Contact (1992)
- 「香港淫殺倶楽部/ポイズン・ガールズ あぶないカ・ラ・ダ」　赤裸羔羊 Naked Killer(1992)
- 「ワンス・アポン・ア・タイム・イン・チャイナ外伝/天地笑覇」 黄飛鴻笑傅 Once upon a Time a Hero in China (1992)（日本未公開/ビデオのみ）
- 「香港人肉厨房」 羔羊醫生 Dr.Lamb (1992)（日本未公開/ビデオ・DVDのみ）
- 「黒薔薇VS黒薔薇2」 玫瑰玫瑰我愛你 Rose Rose I Love You (1993)（日本未公開/DVDのみ）
- 「九龍大捜査線」 絶不低頭 First Shot (1993)（日本未公開/ビデオのみ）
- 「黒豹天下/ブラックパンサー」 黑豹天下 The Black Panther Warriors (1993)（日本未公開/ビデオのみ）
- 「デッドポイント〜黒社会捜査線〜」 非常突然 expect the unexpected (1998)（日本未公開/DVDのみ）
- 「ザ・ミッション 非情の掟」 鎗火 The Mission (1999)
- 「超速伝説 ミッドナイト・チェイサー」 烈火戦車2：極速伝説 The Legend of Speed (1999)

#### 2000年代
- 「フルタイム・キラー」 全職殺手 Fulltime Killer (2001)
- 「ファイナル・ロマンス 天若有情III」 願望樹 Final Romance (2001)
- 「パートナー」 横行霸盗 Partners (2002)（日本未公開/DVDレンタルのみ）
- 「PTU」 PTU (2003)
- 「トゥームレイダー2」 Lara Croft Tomb Raider The Cradle of Life (2003)
- 「ブレイキング・ニュース」 大事件 Breaking News (2004)
- 「レクイエム」 Wake of Death (2004)
- 「爆裂都市」 爆裂都市 Explosive City (2004)
- 「エレクション」 黒社會 Election (2005)
- 「姐御〜ANEGO〜」阿嫂 Mob Sister (2005)
- 「SPL 狼よ静かに死ね」 殺破狼 SPL(2005)
- 「ドラゴン・スクワッド」 猛龍 Dragon Squad (2005)
- 「エレクション 死の報復」 黒社會 以和為貴 Election2 (2006)（2006年第7回 東京フィルメックスで上映、映画祭時タイトル「エレクション2」/2010年日本版DVDリリース）
- 「エグザイル/絆」 放・逐 Exilled (2006)
- 「天使の眼、野獣の街」 跟蹤 Eye in the Sky (2007)
- 「強奪のトライアングル」 鐵三角 Triangle (2007)（香港映画祭2007で上映/2012年劇場公開）
- 「出エジプト記」 出埃及記 Exodus (2007)（2007年第20回東京国際映画祭で上映）)
- 「さそり」 (2008)（日本映画）
- 「スリ」 文雀 Sparrow (2008)（2008年第9回 東京フィルメックスで上映、映画祭時タイトル「文雀」/2009年日本版DVDリリース）
- 「イップ・マン 序章」 葉問 Ip Man (2008)
- 「タクティカル・ユニット 機動部隊〜絆〜」 機動部隊 同袍 (2009)（2012年日本版DVD発売）
- 「夜と霧」 天水圍的夜與霧 Night and Fog (2009)（2009年第22回東京国際映画祭で上映）
- 「冷たい雨に撃て、約束の銃弾を」 復仇 Vengence (2009)
- 「風雲 ストームウォリアーズ」風雲II The Storm Warriors (2009)（劇場未公開）
- 「孫文の義士団」 十月圍城 Bodyguards And Assassins (2009)
- 歳月神偸 Echoes of the Rainbow (2009)（日本未公開）

#### 2010年代
- 「イップ・マン 葉問」 葉問2 Ip Man2 (2010)
- 「赤い星の生まれ」 建党伟业 (2010)　－ 張謇 役　(2011日本・中国映画週間で上映)
- 「狼たちのノクターン〈夜想曲〉」 大追捕 Nightfall (2012)
- 「10人の泥棒たち」 도둑들 (2012)
- 「花様〜たゆたう想い〜」 花漾 (2012)
- 「監視者たち」 감시자들 (2013) ※「天使の眼、野獣の街」の韓国版リメイク
- 「ファイティング・タイガー」 Man of Tai Chi(2013)
- 「控制/コントロール」 控制 (2014)（2014年日本版DVD発売）
- 「ファイアー・レスキュー」救火英雄 As The Light Goes Out (2013)
- 「ミッドナイト・アフター」 那夜凌晨，我坐上了旺角開往大埔的紅VAN The Midnight After (2014)（2014年第27回東京国際映画祭で上映/2015年10月公開）
- 「アイスマン」冰封俠 重生之門3D（2014）
- 「セーラ」 雛妓 (2015) (2015年第10回大阪アジアン映画祭で上映)
- 「ワイルド・シティ」迷城 Wild City (2015)
- 「ドラゴン×マッハ!」殺破狼II SPL 2 (2015)
- 「腐女子探偵★桂香」宅女偵探桂香 Detective Gui (2015)
- 「ミセスK 〜裏切りの一撃」 Mrs K (2016) (2017年第12回大阪アジアン映画祭で上映)
- 「レジェンド・オブ・パール ナーガの真珠」鮫珠伝 (2017)
- 「小Q」小Q Little Q (2019)(盲導犬クイールの一生邦影)

#### 2020年代
- 「レイジング・ファイア」怒火 Raging Fire (2021) ロック（駱）警視監
- 「七人樂隊」七人樂隊 Septet:The Story of Hong Kong (2021) 「道に迷う」(迷路)  ※オムニバス映画。
- 「極道統一（中国語版）」边缘行者 Man on the Edge (2022)
- 「消えゆく燈火（中国語版）」燈火闌珊 A Light Never Goes Out (2022)

### テレビドラマ
- 網中人 (1979)
- 千王之王 (1980)
- 書剣恩仇録 (1987)
- 東京ジュリエット 東方茱麗葉 (2006)
- 破冰行动 (2019)

## 受賞歴
- 2004年 第9回香港電影金紫荊奨最優秀主演男優賞（PTU）
- 2006年 第11回香港電影金紫荊奨最優秀主演男優賞（エレクション）
- 2010年 第29回香港電影金像奨最優秀主演男優賞（歳月神偸）

## 担当した声優
- うすいたかやす
- 野島昭生
- 菅原正志
- 藤原啓治
- 古澤徹
- 安原義人
- 石塚運昇
- 堀内賢雄